# Simone Stribl
Simone Stribl (* 19. November 1986) ist eine österreichische Journalistin und Fernsehmoderatorin, die beim ORF tätig ist. Seit 2017 moderiert sie die Sendung Pressestunde und seit 2022 die ZIB-Kurzausgaben in der Früh, am Vormittag sowie um 13:00 Uhr. Als Reporterin berichtet sie über innenpolitische Themen.

## Werdegang
Simone Stribl wuchs in Grünau im Almtal auf. Nach ihrem Journalismus-Studium von 2005 bis 2009 an der FH Wien absolvierte sie mehrere Praktika bei regionalen Medien. Sie ist seit 2008 für den ORF tätig, zunächst mehrere Jahre bei der Sendung Report. Seit 2013 berichtet sie in der Zeit im Bild über politische Ereignisse in Österreich und moderiert seit 2017 die Sendung Pressestunde.
Bei den TV-Konfrontationen der Spitzenkandidaten vor der Nationalratswahl in Österreich 2019 moderierte sie die Studiokommentare und Schaltungen in die Bundesländer. 2020 moderierte sie die ORF-Sommergespräche. Seit Jänner 2022 ist sie Teil des Moderationsteams der Zeit im Bild-Ausgaben während des Vormittags sowie um 13.00 Uhr.

## Anerkennungen
- 2019: Für die professionelle Berichterstattung rund um die Ibiza-Affäre im Mai 2019 wurde Stribl als Reporterin im Team mit Tobias Pötzelsberger, Matthias Westhoff und Patrick Swanson mit dem Walther-Rode-Preis ausgezeichnet. Die Begründung der Jury-Entscheidung lautete: „Ihre Präsenz ist auch zu anderen Themen souverän, ihre Berichterstattung präzise, nicht spekulativ.“[5]